# انتخابات محددة المدة
الانتخابات محددة المدة هي انتخابات تُجرَى في تاريخ محدد، ولا يمكن لأي سياسي يشغل أي منصب حالي تغييرها.
تُستخدَم الانتخابات محددة المدة عادةً مع العُمَد والمحافظين والرؤساء الذين ينتخَبون انتخابًا مباشرًا، ويقل استخدامها مع رؤساء الوزراء والبرلمانات في الحكومات ذات النظام البرلماني.

## أمثلة
تُجرَى* انتخابات الكونغرس في الولايات المتحدة الأمريكية كل عامين في يوم الثلاثاء الذي يلي أول اثنين من شهر نوفمبر؛ في حين تُجرَى الانتخابات الرئاسية بالتبادل مع انتخابات الكونغرس.
- تُجرَى انتخابات البرلمان الأوروبي كل خمسة أعوام في شهر يونيو. ويعتمد التاريخ المحدد لهذه الانتخابات على أعراف كل دولة.
- النرويج وسويسرا من الحالات النادرة التي يكون فيها للبرلمان، الذي يختار الوزارة، مدة محددة (لا تتغير). لكن يختلف البرلمان السويسري عن النرويجي في أنه لا يمكنه عزل الحكومة التنفيذية في منتصف مدتها عن طريق التصويت بسحب الثقة (لكنه يتشابه هنا مع الكونغرس الأمريكي).
- في كندا، تجري الحكومة الفيدرالية والأقاليم المتعددة انتخابات محددة المدة لكن يظل القانون الفيدرالي، وقانون بعض الأقاليم، يسمح بإجراء الانتخابات قبل نهاية المدة إذا سحب البرلمان الثقة من الحكومة، أو نُصِح الحاكم العام بحل البرلمان.
- مدة الانتخابات في كلٍ من ألمانيا والولايات الأسترالية المتمثلة في نيوثاوس ويلز، وجنوب أستراليا، وفيكتوريا، ومنطقة العاصمة الأسترالية، شبه ثابتة، بمعنى أنه لا يمكن حل البرلمان سوى للتغلب على أزمة خطيرة. وقد تلاعب المستشار الألماني في عامي 1982-1983، ثم في عام 2005، بهذا البند بأن اتفق مع أعضاء البرلمان المناصرين له على دعم سحب الثقة من الحكومة بهدف إجراء انتخابات مبكرة. والمثير للجدل أن المحكمة الدستورية الاتحادية الألمانية سمحت بهذا التلاعب، لكنها حذرت من أنه قد يحول دون حل البوندستاغ (مجلس النواب الاتحادي) مستقبلاً، الأمر الذي يعارض روح الدستور الألماني.
- يتمتع مجلس الشيوخ الأسترالي بمدة شبه ثابتة لا يمكن اختصارها سوى عن طريق الحل الثنائي وفق القسم 57 من الدستور الأسترالي، والذي يُستخدَم في حالة وجود خلاف ممتد حول مشروع قانون يدعمه مجلس النواب الأسترالي. وبعد انتخابات الحل الثنائي، لاستعادة الدورة، تؤرَخ مدد النواب المنتخبين حديثًا بتاريخ سابق، وهو 1 يوليو، ليظلوا في المنصب مدة تقل عن ثلاث أو ست سنوات. والحد الأقصى لمدة مجلس النواب هي ثلاث سنوات فقط، لكن ليس لها حد أدنى. لذلك، تُجرَى الانتخابات للمجلسين على نحو متزامن.
- في المملكة المتحدة، يحدد قانون البرلمانات محددة المدة لعام 2011 موعد انتخابات البرلمان في الخميس الأول من شهر مايو كل خمسة أعوام. وانتخابات برلمانات تداول السلطة تُجرَى في الخميس الأول من شهر مايو كل أربعة أعوام. ويوجد بند في الدستور لتصويت سحب الثقة في ألمانيا وأستراليا، كما هو الحال في كندا. لكن في المملكة المتحدة، لا بد أن تنظر إحدى اللجان في القانون في عام 2020 وتقرر ما إذا كان سيُلغَى أم لا.
- في هونغ كونغ، يُنتخَب الرئيس كل خمس سنوات، في حين يُنتخَب المجلس التشريعي كل أربع سنوات. وفي بعض الحالات، يجوز للرئيس حل المجلس التشريعي، في حين قد يُجبَر هذا الرئيس نفسه على الاستقالة في أحيان أخرى. وقد تقرر في عام 2005 أنه إذا شغر منصب الرئيس، فسيستمر مَن يخلفه في المنصب باقي مدته فقط.

## وصلات خارجية
- Electoral Design Reference from the ACE Project
- A handbook of electoral system Design from International IDEA